# Szu–9 (1946)
A Szu–9 (oroszul: Су–9, NATO-kódja: Type 8, gyári jelzéssel Szamoljot K) egy korai szovjet sugárhajtású vadászrepülőgép volt, melyet röviddel a második világháború után fejlesztettek ki Pavel Szuhoj vezetésével. A Szu–9 képezte az alapját a Szu–11 (Szamoljot KL) és a Szu–13 (Szamoljot KT) vadászgépeknek is.

## Tervezés és fejlesztés

### Szu–9
A háború végén a szovjet kormány azt tapasztalta, hogy a világ többi része messze megelőzte a szovjet technikát a gázturbinás sugárhajtóművek terén. A fejlesztést zsákmányolt német motorokkal kezdték és először ilyeneket építettek be szovjet tervezésű sárkányokba, hogy a tervezők és a gyártás tapasztalatokat szerezzen az új hajtással kapcsolatban, majd megszervezték a külföldi hajtóművek másolatainak gyártását is. A Szuhoj-tervezőiroda (OKB–51) 1944 májusában kezdett dolgozni egy egyenesszárnyú kéthajtóműves vadászgép tervein, melynek az irodán belül Szamoljot K nevet adták. A sárkány szerkezete hagyományos duralumínium–acél konstrukció volt, de az akkori idők korszerű berendezéseivel is felszerelték, így katapultülést és két startrakétát is kapott, melyek egyenként 11,27 kN tolóerőt biztosítottak a 8 másodpercen át tartó égésidő alatt valamint a szovjet repülőgépeken először itt alkalmaztak fékernyőt és egyedi kialakítású aerodinamikai fékeket a szárnyba építve. Ezek a csűrő és a hajtóműgondola között helyezkedtek el és egy-egy lap lefelé, egy-egy felfelé nyílt. A gépet 1947. augusztus 3-án mutatták be a közönségnek a tusinói légiparádén. A gép fejlesztése abbamaradt a Me 262 vadászgéppel való hasonlósága miatt, holott a Szu–9 valójában önálló konstrukció volt. Jakovlev játszotta ki ezt az adut Sztálinnál. A Szu–9 fejlesztését felfüggesztették, helyette a sokkal fejlettebb Szu–11 kapott zöld utat.

### Szu–11
1947 elején döntés született, hogy a prototípust kétszemélyes gyakorló változattá alakítsák át, majd mialatt a gyártás már folyt, Szu–11-gyé (Szamoljot KL-lé) melyben a német Jumo 004B hajtóműveket az erősebb, egyenként 12,7 kN tolóerőt szolgáltató Ljulka TR–1-re cserélték ki, a szárny és a törzs szerkezetét megerősítették alkalmazkodva a lényegesen nagyobb Ljulka-féle gázturbinákhoz. A munkákat 1947 májusában fejezték be, a Szu–11 először 1947. május 28-án szállt fel G.M.Sijanovval a fedélzetén és ezzel az első szovjet tervezésű repülőgép lett, melybe hazai fejlesztésű hajtóművet építettek. A próba során a gépet nagy sebességnél instabilnak találták, és a Ljulka-hajtómű sem mutatkozott üzembiztosnak. Mivel más hajtómű nem állt rendelkezésre, a Szu–11 fejlesztési programját 1948. áprilisban törölték.

### Szu–13
A Szu–13 (Szamoljot KT) az utolsó kísérlet volt, hogy tovább növeljék az eredeti Szu–9 konstrukció teljesítményét. A szárnyprofil vastagságát 11-ről 9%-ra csökkentették, és nyilazott vezérsíkokat kapott. A hajtóműként a Klimov RD–500 gázturbinát alkalmazták, mely a Rolls-Royce Derwent szovjet másolata volt. A hajtóművek tolóereje egyenként 15,6 kN volt. Javaslatot tettek éjszakai vadászrepülőgép változatra is, mely radarral és két 37 mm-es Nudelman N–37 gépágyúval lett volna felszerelve, azonban a tervezett 1000 km/h-s sebességet túlságosan alacsonynak értékelték, és a programot törölték, még mielőtt a prototípus elkészülhetett volna.

## Műszaki adatok (Szu–9)[2]
- Személyzet: 1 fő
- Hossz: 10,57 m
- Fesztáv: 11,21 m
- Magasság: 3,72 m
- Szárnyfelület: 20,24 m²
- Üres tömeg: 4060 kg
- Felszálló tömeg: 5890 kg
- Legnagyobb felszálló tömeg: 6380 kg
- Tüzelőanyag kapacitás: 1750 kg
- Hajtómű: 2 darab Tumanszkij RD–10 gázturbinás sugárhajtómű
- Maximális tolóerő: 8,8 kN
- Legnagyobb sebesség: 885 km/h 5000 m-en
- Hatótávolság: 1140 km
- szolgálati csúcsmagasság: 12 800 m
- Emelkedőképesség: 4,2 min 5000 m-re
- Szárny felületi terhelése: 291 kg/m²
- Tolóerő/súly: 0,31
- Repülési idő: 1 h 44 min
- Fegyverzet:
  - 1 darab 37 mm-es Nudelman N–37 gépágyú 30 darabos lőszerjavadalmazással (1 darab 45 mm-es Nudelman N–45 gépágyúval helyettesíthető)
  - 2 darab 23 mm-es Nudelman–Szuranov NSZ–23 gépágyú 200 darabos lőyszerjavadalmazással
- Legfeljebb 500 kg tömegű légibomba (1 darab FAB–500 vagy 2 darab FAB–250)